# ニューヨーク・タイムズのベストセラーリスト
ニューヨーク・タイムズのベストセラーリストとは、アメリカでベストセラーとなった書籍の一覧である。1931年10月12日以来、ニューヨーク・タイムズ・ブックレビューで毎週ベストセラーが掲載されている。
フィクション、ノンフィクション、ハードカバー、ペーパーバックなど様々なジャンルに分類されている。ただし、古典文学は扱っておらず、新たに翻訳されたダンテの『地獄篇』などはリストに入っていない。
このリストは、ニューヨーク・タイムズ・ブックレビューの編集者ではなく、「ニュース・サーベイ」部門の編集者によって編集されており、売上高や社外秘のデータなどによって独自の基準でランキングされている。1983年の法廷論争で、数学的な根拠だけで選ばれたものでは無く編集上の都合も含まれるという発言もあったため、このリストは長い間議論と批判の対象となっている。

## 論争
- 1983年、作家ウィリアム・ピーター・ブラッティが自身の著作『レギオン』（後に「エクソシスト3」として映画化もされた）について、ベストセラーリストに載らなかったことから訴えた。
- 1995年、『ナンバーワン企業の法則（英語版）』の著者であるマイケル・トレーシーとフレッド・ウィアセーマが、宣伝のために売り上げ集計情報提供会社ニールセン・ブックスキャン（英語版）に登録している書店で戦略的に10,000部以上購入して、15週間4位にランクインし続け、ブルームバーグ ビジネスウィークでは1位となった。違法ではないが企業倫理的にどうなのかという話になった。